# Вирак
Вирак или вркута, ситна росница, бисерак, госпин плашт (лат. Alchemilla vulgaris),  је зељаста биљка из породице ружа (Rosaceae).
Научно име потиче:
- рода - из арапског језика од речи alkemelych, што значи небеска роса
- врсте - из латинског језика од речи vulgaris = обичан.

## Опис биљке
Вишегодишња зељаста биљка са дебелим, хоризонталним кореном. Приземни листови су сакупљени у розету из које израста стабло високо до 50 cm, усправно или полуусправно и длакаво. Листови су округласти усечени звездасто на 7-11 режњева чији су ободи исецкани или назубљени. Када је влажност ваздуха висока на ободима листова се јављају капљице воде (арапски alkemelych = небеска роса). Цветови су жутозелени, ситни, неугледни, без круничних листића. 

## Станиште
Цвета од јуна до септембра, а расте на пашњацима, поред потока од брдских до планинских предела и веома је честа поготово у југоисточној Србији.

## Хемијски састав дроге
Као дрога користи се надземни део биљке у цвету (Alchemillae herba), ређе само листови и имају слабогорак и опор укус.
Хемијски састав вирка није довољно изучен. Зна се да садржи:
- танин,
- елагну киселину,
- горке гликозиде,
- сапонине,
- флавоноиде и
- мало етарског уља.

## Употреба
Због садржаја танина користи се пре свега за површинско скупљање ткива (смирује упале коже и слузокоже), као средство против крварења а такође и код пролива и дизентерија. Улази у састав тзв. женског чаја који је лековит код крварења ван времена менструације.
Млади листови се при исхрани у природи могу користити за прављење чорби, пиреа и варива.